# Kipyegon Bett
Kipyegon Bett (Kericho, 1 de febrero de 1998-Kericho, 6 de octubre de 2024) fue un deportista keniano que compitió en atletismo, especialista en las carreras de mediofondo.
Ganó una medalla de bronce en el Campeonato Mundial de Atletismo de 2015, en la prueba de 800 m, y una medalla de plata en los Relevos Mundiales 2017, en el relevo 4 × 800 m.
En 2018 dio positivo por EPO en un control antidopaje y fue suspendido por cuatro años, motivo por el cual cayó en una depresión. Falleció en octubre de 2024, a los 26 años, de una insuficiencia renal y hepática.

## Palmarés internacional
| Campeonato Mundial | Campeonato Mundial    | Campeonato Mundial | Campeonato Mundial |
| Año                | Lugar                 | Medalla            | Prueba             |
| ------------------ | --------------------- | ------------------ | ------------------ |
| 2017               | Londres (Reino Unido) | Medalla de bronce  | 800 m              |
| Relevos Mundiales  |                       |                    |                    |
| Año                | Lugar                 | Medalla            | Prueba             |
| 2017               | Nasáu (Bahamas)       | Medalla de plata   | 4 × 800 m          |